# Molophilus howesi
Molophilus howesi là một loài ruồi trong họ Limoniidae. Chúng phân bố ở miền Australasia.